# Голіна
Голіна (пол. Golina) — місто в Польщі, у районі Куявських озер на захід від Коніна.

## Демографія
Демографічна структура станом на 31 березня 2011 року:
|          | Загалом | Допрацездатний вік | Працездатний вік | Постпрацездатний вік |
| -------- | ------- | ------------------ | ---------------- | -------------------- |
| Чоловіки | 2230    | 476                | 1592             | 162                  |
| Жінки    | 2266    | 415                | 1455             | 396                  |
| Разом    | 4496    | 891                | 3047             | 558                  |